# Отвага (Самарская область)
Отвага — населённый пункт (тип: железнодорожная станция), посёлок при станции Отвага в Ставропольском районе Самарской области России. Входит в состав сельского поселения Александровка.

## История
Населённый пункт появился при строительстве железной дороги в 1962 году. В селении жили семьи тех, кто обслуживал железнодорожную инфраструктуру станции.
Фактически слился с селом Александровка.

## Население
| 2010 |
| ---- |
| 0    |

## Инфраструктура
Основа экономики — обслуживание путевого хозяйства Самарского региона Куйбышевской железной дороги. Действует станция Отвага.

## Транспорт
Доступен автомобильным и железнодорожным транспортом.